# زنان در اروگوئه
زنان در اروگوئه به وضعیت زنانی که در اروگوئه متولد شده‌اند، در آن زندگی می‌کنند و اهل اروگوئه هستند می‌پردازد. با توجه به کشورها و فرهنگ‌های آنها، نسبت بسیار بالایی از زنان اروگوئه ای وجود دارد که در نیروی کار این کشور آمریکای جنوبی شرکت می‌کنند. قانون اروگوئه معتقد است که زنان اروگوئه از حقوق برابر برای قدرت، اقتدار و امتیازات برخوردار هستند. اما در واقعیت، زنان هنوز «مقام بالاتر اقتصادی، حرفه‌ای، سیاسی، اجتماعی و مذهبی» را اشغال نمی‌کنند. در رابطه با عرصه سیاسی، زنان سازمان ملل گزارش داد که یک مطالعه در سال ۲۰۱۲ توسط اتحادیه بین پارلمانی (IPU) اروگوئه را به عنوان ۱۰۳ امین از ۱۸۹ کشور از نظر نمایندگی زنان در پارلمان رتبه‌بندی کرد. رتبه پایین اروگوئه تا حدودی به دلیل مشارکت سیاسی پایین آن از زنان است: تا سال ۲۰۱۴ تنها ۱۶ درصد از اعضای پارلمان زن هستند.

## زنان سرشناس
یکی از زنان برجسته اروگوئه ای پائولینا لوئیسی است. لوئیسی رهبر جنبش فمینیستی در کشور اروگوئه بود. در سال ۱۹۰۹، او اولین زن در این کشور بود که مدرک پزشکی گرفت و بسیار مورد احترام بود. او نماینده اروگوئه در کنفرانس‌های بین‌المللی زنان بود و به سراسر اروپا سفر کرد و نظر خود را در مورد حقوق زنان بیان کرد و در سال ۱۹۱۹، پائولینا نیروی حقوق زنان را در اروگوئه راه اندازی کرد. در سال ۱۹۲۲، کنفرانس پان-آمریکایی زنان پائولینا لوئیسی را به عنوان معاون افتخاری این نشست معرفی کرد و او همچنان به فعال بودن خود ادامه داد تا اینکه اروگوئه به زنان حق رأی داد.

## خشونت خانگی
خشونت خانگی یک مشکل بسیار جدی است، به ویژه جرایم به اصطلاح عاطفی، که تا سال ۲۰۱۷ طبق ماده ۳۶ قانون مجازات (La pasión provocada por el adulterio) - ماده ۳۶ - تحمل می‌شد . در تاریخ ۳۱ آذر ۱۳۹۶ ماده ۳۶ قانون مجازات برای رفع جرم شور و شوق اصلاح شد. از سال ۲۰۱۳ تلاش‌های سیاسی مداومی برای حذف این ماده از قانون جزا صورت گرفته‌است.
قبل از سال ۲۰۰۶، مرتکبین تجاوز، اگر پس از تجاوز، با قربانی ازدواج می‌کردند، از مجازات عفو می‌شدند. قانون اروگوئه در برابر خشونت خانگی از سال ۲۰۰۲ تصویب شده‌است.
بر اساس یک مطالعه سازمان ملل در سال ۲۰۱۸، اروگوئه پس از جمهوری دومینیکن، دومین کشور و بالاترین میزان قتل زنان توسط شرکای فعلی یا سابق را در آمریکای لاتین دارد.

## سقط جنین
قانون سقط جنین در اروگوئه در مقایسه با سایر کشورهای آمریکای لاتین بسیار لیبرال است. در سال ۲۰۱۲، اروگوئه دومین کشور در آمریکای لاتین بعد از کوبا شد که سقط جنین را بر اساس تقاضا (در ۱۲ هفته اول بارداری) قانونی کرد.

## سیاست
برخلاف بسیاری از کشورهای آمریکای لاتین، زنان چندان در سیاست حضور ندارند. اروگوئه یکی از پایین‌ترین درصد زنان در سیاست را در آمریکای لاتین دارد.